# منجاب قديم (دودانغة)
منجاب قدیم (بالفارسية: منجناب قدیم) هي منطقة سكنية تقع في إيران في قسم دودانغة الریفي. يقدر عدد سكانها بـ 144 نسمة.